# جون أرسكين
جون أرسكين (بالإنجليزية: John Erskine)‏ هو محامي وقاضي وسياسي أمريكي، ولد في 13 سبتمبر 1813 في المملكة المتحدة، وتوفي في 27 يناير 1895 في أتلانتا في الولايات المتحدة.